# Eleição municipal de Vitória em 1996
A eleição municipal de Vitória em 1996 ocorreu em 3 de outubro do mesmo ano, para a eleição de um prefeito, um vice-prefeito e mais 21 vereadores. O prefeito Paulo Hartung (PSDB) terminara seu mandato em 1 de janeiro de 1997. Luiz Paulo Vellozo (PSDB) foi eleito prefeito de Vitória em primeiro turno, governando a cidade pelo período de 1º de janeiro de 1997 a 31 de dezembro de 2000.

## Candidatos
|  | Nº | Candidato(a) a prefeito | Candidato(a) a prefeito                                | Candidato(a) a vice-prefeito | Candidato(a) a vice-prefeito                               | Coligação |
|  | -- | ----------------------- | ------------------------------------------------------ | ---------------------------- | ---------------------------------------------------------- | --- |
|  | 11 |                         | Daniel Lavino Neto (PPB) Daniel Lavino Neto            |                              | José Pereira Lima (PPB) José Pereira Lima                  | Partido não coligado - Partido Progressista Brasileiro (PPB) |
|  | 36 |                         | Francisco Honofre (PRN) Francisco Honofre da Silva     |                              | Edson Silva (PRN) Edson da Silva                           | Partido não coligado - Partido de Reconstrução Nacional (PRN) |
|  | 14 |                         | João Pereira (PTB) João Pereira Alves Filho            |                              | Carlos Rossoni (PTB) Carlos Roberto Rossoni                | Frente Democrática Capixaba - Partido Trabalhista Brasileiro (PTB) - Partido da Frente Liberal (PFL)                                                                                     |
|  | 41 |                         | José Gotardo (PSD) José Gotardo Spadetto               |                              | Antonio Alvarenga (PSD) Antonio Carlos Rodrigues Alvarenga | Frente Vitória - Partido Social Democrático (PSD) - Partido Social Trabalhista (PST) |
|  | 45 |                         | Luiz Paulo Vellozo (PSDB) Luiz Paulo Vellozo Lucas     |                              | Luzia Toledo (PSDB) Luzia Alves Toledo                     | Frente Popular Vitória da Cidade - Partido da Social Democracia Brasileira (PSDB) - Partido Democrático Trabalhista (PDT) - Partido Verde (PV) - Partido Social Democrata Cristão (PSDC) |
|  | 40 |                         | Orlando Hudson (PSB) Orlando Hudson Rodrigues          |                              | Marília Belotti (PAN) Marília Luiza Vivacqua Belotti       | Frente Solidária - Partido Socialista Brasileiro (PSB) - Partido dos Aposentados da Nação (PAN) - Partido Popular Socialista (PPS) - Partido da Solidariedade Nacional (PSN)             |
|  | 13 |                         | Otaviano Rodrigues (PT) Otaviano Rodrigues de Carvalho |                              | Terezinha Cravo (PT) Terezinha Baldassini Cravo            | Partido não coligado - Partido dos Trabalhadores (PT) |
|  | 20 |                         | Paulo Deorce (PSC) Paulo Domingos Deorce               |                              | Emirson Gonçalves (PSC) Emirson Rodrigues Gonçalves        | Força Popular Capixaba - Partido Social Cristão (PSC) - Partido da Mobilização Nacional (PMN)                                                                                            |
|  | 15 |                         | Rita Camata (PMDB) Rita de Cássia Paste Camata         |                              | Luiz Buaiz (PL) Luiz Buaiz                                 | Vitória cada vez mais forte - Partido do Movimento Democrático Brasileiro (PMDB) - Partido Liberal (PL) - Partido Comunista do Brasil (PCdoB)                                            |

## Resultado da eleição para prefeito
| 1º Turno 3 de outubro de 1996 | 1º Turno 3 de outubro de 1996 | 1º Turno 3 de outubro de 1996 | 1º Turno 3 de outubro de 1996 |
| Candidato(a)                  | Vice                          | Votação                       | Votação                       |
| Candidato(a)                  | Vice                          | Total                         | Porcentagem                   |
| ----------------------------- | ----------------------------- | ----------------------------- | ----------------------------- |
| Luiz Paulo Vellozo (PSDB)     | Luzia Toledo (PSDB)           | 86.336                        | 59,19%                        |
| Rita Camata (PMDB)            | Luiz Buaiz (PL)               | 38.355                        | 26,29%                        |
| Otaviano Rodrigues (PT)       | Terezinha Cravo (PT)          | 13.873                        | 9,51%                         |
| José Gotardo (PSD)            | Antonio Alvarenga (PSD)       | 2.334                         | 1,60%                         |
| Daniel Lavino Neto (PPB)      | José Pereira Lima (PPB)       | 2.067                         | 1,42%                         |
| Francisco Honofre (PRN)       | Edson Silva (PRN)             | 1.211                         | 0,83%                         |
| João Pereira (PTB)            | Carlos Rossoni (PTB)          | 904                           | 0,62%                         |
| Paulo Deorce (PSC)            | Emirson Gonçalves (PSC)       | 405                           | 0,28%                         |
| Orlando Hudson (PSB)          | Marília Belotti (PAN)         | 378                           | 0,26%                         |
| Total de votos válidos        | Total de votos válidos        | 145.863                       | 100,00%                       |
| Votos apurados                |                               |                               |                               |
| Votos válidos                 | Votos válidos                 | 145.863                       | 90,25%                        |
| Votos em branco               | Votos em branco               | 4.092                         | 2,53%                         |
| Votos nulos                   | Votos nulos                   | 11.662                        | 7,22%                         |
| Total de votos apurados       | Total de votos apurados       | 161.617                       | 100,00%                       |
| Eleitores                     |                               |                               |                               |
| Comparecimento                | Comparecimento                | 161.617                       | 82,69%                        |
| Abstenções                    | Abstenções                    | 33.822                        | 17,31%                        |
| Total de eleitores            | Total de eleitores            | 195.439                       | 100,00%                       |

| Partido | Partido | Candidato          | Votos   | Votos (%) |
| ------- | ------- | ------------------ | ------- | --------- |
|         | PSDB    | Luiz Paulo Vellozo | 86 336  | 59,19%    |
|         | PMDB    | Rita Camata        | 38 355  | 26,3%     |
|         | PT      | Otaviano           | 13 873  | 9,51%     |
|         | PSD     | José Gotardo       | 2 334   | 1,6%      |
|         | PPB     | Daniel Lavino      | 2 067   | 1,42%     |
|         | PRN     | Chico Onofre       | 1 211   | 0,83%     |
|         | PTB     | João Pereira       | 904     | 0,62%     |
|         | PSC     | Paulo Deorce       | 405     | 0,28%     |
|         | PSB     | Orlando Hudson     | 378     | 0,26%     |
| Totais  | Totais  | Totais             | 145 863 |           |